# Blizzard Entertainment
Blizzard Entertainment è una casa produttrice di videogiochi statunitense con sede a Irvine, in California. Fu fondata nel 1991 con il nome di Silicon & Synapse da Allen Adham, Michael Morhaime (CEO dal Luglio 2008) e Frank Pearce e fa parte dal 2008 del gruppo Activision Blizzard. Il 13 ottobre 2023 Microsoft ha acquisito Activision Blizzard per 68,7 miliardi di dollari, rendendo lo studio una sussidiaria di Xbox Game Studios.
Blizzard Entertainment è particolarmente apprezzata per essere una software house "atipica", avendo privilegiato la qualità alla quantità, infatti l'azienda ha prodotto un numero esiguo di videogiochi rispetto ad altre case della stessa longevità, tuttavia ognuno di essi ha ricevuto vari riconoscimenti dalla critica ed è divenuto un best seller. In particolare, la Blizzard ha creato tre saghe di videogiochi che sono diventate famosissime nel mondo videoludico: StarCraft, Diablo e Warcraft. Ulteriore motivo di vanto per la compagnia è dato dall'enorme successo che World of Warcraft ha avuto all'interno del nutrito panorama dei MMORPG.

## Storia
La Blizzard Entertainment fu fondata nel febbraio del 1991 con il nome originale di Silicon & Synapse da Michael Morhaime (attuale presidente), Allen Adham e Frank Pearce, un anno dopo il conseguimento da parte dei tre fondatori della laurea triennale all'Università della California. In un primo momento l'azienda si concentrò nella conversione di giochi per conto di altre aziende. Alcuni dei giochi che convertirono furono J.R.R. Tolkien's The Lord of the Rings, Vol. I e Battle Chess II: Chinese Chess.
Nel 1993 l'azienda iniziò sviluppare i suoi primi giochi per console: Rock N'Roll Racing, Lost Vikings e Blackthorne (pubblicati da Interplay Production). Nel 1994 la società assunse il nome Chaos Studios, per poi cambiarlo in Blizzard Entertainment dopo aver scoperto che esisteva un'altra società con il nome Chaos. Lo stesso anno la Blizzard Entertainment fu acquistata dalla Davidson & Associates per meno di 10 milioni di dollari, e pubblicò il suo primo gioco con il nuovo nome: Warcraft: Orcs & Humans.
Nel 1996 la Davidson & Associates fu acquistata (assieme alla Sierra On-Line) dalla CUC International, mentre la Blizzard acquistò la Condor Games, situata in San Mateo (California), che in quel momento stava producendo Diablo per la Blizzard; la Condor Games nel frattempo cambiò nome in Blizzard North che divenne difatti il settore di sviluppo della Blizzard. A formare la presidenza della Blizzard North furono i fondatori della Condor: David Brevik fu presidente e i fratelli Schaefer: Max e Erich, vicepresidenti.
Nel gennaio del 1997, a seguito dell'uscita di Diablo, la Blizzard lanciò il suo servizio gratuito di gioco online: Battle.net. Sempre nel 1997 la CUC International si unì alla HFS Corporation per formare la Cedant Software. Nel 1998 la Blizzard fu venduta alla Havas a causa di uno scandalo legato a falso in bilancio in cui era coinvolta la CUC International. Lo stesso anno la Havas fu acquistata dalla Vivendi. Nel 2002 la Blizzard fu in grado di riacquistare dalla Interplay i diritti su tre titoli prodotti dalla storica Silicon & Synapse.
Nel 2004, la Blizzard stabilì degli uffici europei in un quartiere periferico di Parigi (Vélizy-Villacoublay) per fornire supporto alla comunità europea di World of Warcraft che venne pubblicato subito dopo, il 23 ottobre; la Blizzard fu così la prima azienda a fornire supporto europeo ad un MMORPG. Il 16 maggio del 2005 la Blizzard acquistò la Swingin' Ape Studios, che stava già lavorando a StarCraft: Ghost per la Blizzard. Il 1º agosto del 2005 gli uffici della Blizzard North furono chiusi e il personale si trasferì negli uffici di Irvine. Il 28 ottobre del 2005 la Blizzard organizzò la sua prima convention, il BlizzCon, all'Anaheim Convention Center in Anaheim (California).
La Blizzard Entertainment continuò a far parte del gruppo Vivendi fino a luglio 2008, quando venne a confluire assieme ad Activision nel nuovo soggetto Activision Blizzard. In questo anno la Blizzard fu premiata al Technology & Engineering Emmy Awards per la creazione di World of Warcraft.
Nella classifica dei primi 20 videogiochi più venduti per PC negli Stati Uniti d'America del 2008 comparivano 6 suoi videogiochi: World of Warcraft (Battle Chest, World of Warcraft, World of Warcraft: The Burning Crusade), Warcraft III (Battle Chest), Diablo 2 (Battle Chest), Starcraft (Battle Chest). Da notare che nessuno dei giochi presenti in classifica è uscito nel 2008, e Starcraft uscì addirittura nel 1998, un fatto inusuale in un mercato dinamico come quello dei videogiochi.
Il 18 gennaio 2022 viene annunciata l'acquisizione di Activision Blizzard da parte di Microsoft per 68,7 miliardi di dollari, ciò la rende l'acquisizione più costosa nella storia del gruppo di Seattle.

## Videogiochi

### Progetti pubblicati
| Nome                                                           | Data di pubblicazione | Genere                      |
| -------------------------------------------------------------- | --------------------- | --------------------------- |
| RPM Racing                                                     | 1991                  | guida                       |
| Battle Chess (conversione per Windows e Commodore 64)          | 1992                  | scacchi                     |
| Battle Chess II: Chinese Chess (conversione per Amiga)         | 1992                  | rompicapo                   |
| J.R.R. Tolkien's The Lord of the Rings (conversione per Amiga) | 1992                  | gioco di ruolo              |
| Castles (conversione per Amiga)                                | 1992                  | strategia                   |
| MicroLeague Baseball (conversione da Amiga)                    | 1992                  | sport                       |
| Lexi-Cross (conversione per Macintosh)                         | 1992                  | quiz                        |
| Dvorak on Typing (conversione per Macintosh)                   | 1992                  | educativo                   |
| The Lost Vikings                                               | 1992                  | piattaforma                 |
| Rock N' Roll Racing                                            | 1993                  | guida                       |
| Shanghai II: Dragon's Eye                                      | 1994                  | gioco di carte              |
| Blackthorne                                                    | 1994                  | piattaforma                 |
| The Death and Return of Superman                               | 1994                  | hack 'n' slash              |
| Warcraft: Orcs & Humans                                        | 1994                  | strategico in tempo reale   |
| The Lost Vikings 2                                             | 1995                  | piattaforma                 |
| Justice League Task Force                                      | 1995                  | picchiaduro                 |
| Warcraft II: Tides of Darkness                                 | 1995                  | strategico in tempo reale   |
| Warcraft II: Beyond the Dark Portal                            | 1996                  | espansione                  |
| Diablo                                                         | 1996                  | gioco di ruolo              |
| StarCraft                                                      | 1998                  | strategico in tempo reale   |
| StarCraft: Brood War                                           | 1998                  | espansione                  |
| Warcraft II: Battle.net Edition                                | 1999                  | strategico in tempo reale   |
| Diablo II                                                      | 2000                  | gioco di ruolo              |
| Diablo II: Lord of Destruction                                 | 2001                  | espansione                  |
| Warcraft III: Reign of Chaos                                   | 2002                  | strategico in tempo reale   |
| Warcraft III: The Frozen Throne                                | 2003                  | espansione                  |
| World of Warcraft                                              | 2004                  | MMORPG                      |
| StarCraft: Ghost                                               | annullato nel 2006    | sparatutto in terza persona |
| World of Warcraft: The Burning Crusade                         | 2007                  | espansione                  |
| World of Warcraft: Wrath of the Lich King                      | 2008                  | espansione                  |
| World of Warcraft: Cataclysm                                   | 2010                  | espansione                  |
| StarCraft II: Wings of Liberty                                 | 2010                  | strategico in tempo reale   |
| Diablo III                                                     | 2012                  | gioco di ruolo              |
| World of Warcraft: Mists of Pandaria                           | 2012                  | espansione                  |
| StarCraft II: Heart of the Swarm                               | 2013                  | espansione                  |
| Hearthstone: Heroes of Warcraft                                | 2014                  | Gioco di carte              |
| Diablo III: Reaper of Souls                                    | 2014                  | espansione                  |
| World of Warcraft: Warlords of Draenor                         | 2014                  | espansione                  |
| Heroes of the Storm                                            | 2015                  | MOBA                        |
| StarCraft II: Legacy of the Void                               | 2015                  | espansione                  |
| StarCraft II: Nova Operazioni Segrete                          | 2016                  | espansione                  |
| Overwatch                                                      | 2016                  | Sparatutto in prima persona |
| World of Warcraft: Legion                                      | 2016                  | espansione                  |
| Diablo III: Ascesa del Negromante                              | 2017                  | espansione                  |
| World of Warcraft: Battle for Azeroth                          | 2018                  | espansione                  |
| Warcrat III: Reforged                                          | 2020                  | remake                      |
| World of Warcraft: Shadowlands                                 | 2020                  | espansione                  |
| Diablo II: Resurrected                                         | 2021                  | remake                      |
| Diablo Immortal                                                | 2022                  | gioco di ruolo              |
| Overwatch 2                                                    | 2022                  | Sparatutto in prima persona |
| Diablo IV                                                      | 2023                  | gioco di ruolo              |
| Warcraft Rumble                                                | 2023                  | strategico in tempo reale   |

La Blizzard ha inoltre autorizzato la realizzazione di Diablo: Hellfire (1997), espansione di Diablo, ma non ha preso parte al progetto, che è stato sviluppato da Synergistic Software e pubblicato da Sierra On-Line.

### Progetti annullati
- Il 22 maggio del 1998 è stato annullato Warcraft Adventures: Lord of the Clans in fase avanzata di sviluppo, perché non raggiungeva gli standard qualitativi che la software house si era imposta.
- StarCraft: Ghost è un videogioco sparatutto in prima persona tattico che sarebbe dovuto uscire per console. Il progetto è stato annullato per un tempo indefinito.[18]
- Titan, un videogioco MMO, confermato in sviluppo dal 2010[19]. "Titan" è probabilmente un nome in codice (analogamente a "Medusa", che indicava Starcraft II, e "Hydra", che indicava Diablo III[20]). Il progetto è stato annullato il 24 settembre 2014 poiché secondo l'amministratore delegato Mike Mohraime: "Non abbiamo trovato il lato divertente. Non abbiamo trovato ciò che lo rendeva appassionante. Ne abbiamo discusso in un periodo di rivalutazione e abbiamo cercato di capire se era veramente il gioco che volevamo fare. La risposta è no".[21]

## Controversie

### Battle.net
Battle.net è un servizio per il gioco online utilizzato dalla Blizzard per i giochi Diablo, Starcraft, Starcraft: Brood War, Diablo II, Diablo II: Lord of Destruction, Warcraft II: Battle.net Edition, Warcraft III, e Warcraft III Expansion Set: The Frozen Throne. Fu pubblicato nel 1997 assieme a Diablo. Il suo compito è quello di fornire ai giocatori un servizio per partecipare alle partite su Internet. Tra le sue funzionalità vi sono, tra l'altro, quelle di chat, creazione di partite multigiocatore sia cooperative contro giocatori controllati dal computer che pvp (giocatore contro giocatore). Battle.net è gratuito e richiede solamente una connessione ad Internet ed un account.
Un gruppo di giocatori ha studiato a fondo il protocollo di Battle.net e dei giochi Blizzard ed ha pubblicato un pacchetto emulativo di Battle.net (sotto licenza GNU GPL) con il nome di bnetd. Con questo pacchetto i giocatori possono giocare online con i titoli Blizzard senza doversi per forza connettere ai server ufficiali.
Nel febbraio del 2002 la Blizzard avviò un'azione legale contro gli autori di questo pacchetto. Il software permetterebbe infatti la possibilità di eludere le protezioni anti-pirateria di Battle.net evitando il controllo del codice seriale dei prodotti, violando così la licenza d'uso (EULA) di Battle.net.
Anche se gli autori del pacchetto si dichiararono a favore dell'integrazione del sistema di controllo dei seriali della Blizzard con il loro prodotto, la Blizzard stessa denunciò il fatto che un pacchetto software come il loro è atto ad incentivare la pirateria. La diatriba legale terminò con la vittoria della Blizzard in tutti i gradi di giudizio e la cancellazione del progetto bnetd.
Con l'uscita di Starcraft II, avvenuta il 27 luglio 2010, è stata aggiornata anche tutta la piattaforma Battle.net. Si è vista l'introduzione di una lista amici condivisa tra tutti i giochi Blizzard e l'integrazione con Facebook. Tutto questo è stato reso possibile dai nuovi Real ID. Un sistema opzionale che trasforma di fatto Battle.net in un gaming social network. Accettando una richiesta di amicizia Real ID si può infatti vedere il nome reale del nostro amico oltre che accedere a tutte le nuove opzioni di comunicazione sopra descritte.
Il 6 luglio 2010 era stato annunciato che l'utilizzo del Real ID sarebbe stato reso obbligatorio nei Forum dei vari siti Blizzard. Questa notizia provocò aspre polemiche e spinse la software house di Irvine a una clamorosa retromarcia. Mike Morhaime, Amministratore delegato e cofondatore di Blizzard Entertainment, in una lettera aperta alla community comunicò direttamente che il Real ID non sarebbe stato più integrato nei nuovi Forum.

### Warden Client
La Blizzard utilizza uno speciale software con il nome di Warden Client. Quando in funzione, il client controlla il computer dell'utente per verificare il rispetto dei termini della licenza d'uso. Il software è noto per essere integrato assieme al client di World of Warcraft, così da prevenire l'utilizzo di programmi di terze parti che possano alterare la normale esperienza di gioco e fornire un vantaggio sleale.
Il client controlla i vari processi, le finestre attive e una piccola porzione del codice in memoria di tutti i processi attivi (non solo World of Warcraft) per determinare quali siano effettivamente in esecuzione e quale sia il loro compito. Il procedimento di determinazione viene fatto attraverso la comparazione dei valori di hash ottenuti tra le stringhe analizzate ed una lista di valori corrispondenti presumibilmente a dei programmi illeciti. Il funzionamento di questo software, essendo vagamente paragonabile a quello di uno spyware, ha portato la Blizzard ad essere accusata da più enti di violazione della privacy.
Tralasciando il fatto che questo software possa effettivamente rilevare delle informazioni riservate, dati personali o sensibili, alcuni utenti di Linux sono stati sospesi dall'utilizzo del servizio in seguito all'utilizzo di un software perfettamente lecito (Cedega) in quanto il Warden Client lo categorizzava erroneamente come programma illecito. In risposta a questo inconveniente la Blizzard ha riattivato tutte le utenze erroneamente sospese ed ha regalato loro 20 giorni di gioco gratuito. La Blizzard, inoltre, ha più volte dichiarato che Warden non invia alcun tipo di informazione se non un segnale di violazione al server. Ad ogni modo, se questo fosse vero, non sarebbe stato possibile per la Blizzard distinguere i veri casi di violazione da quelli falsi generati dall'uso di Cedega.
In quanto a comportamenti opinabili nel confronto della privacy dei suoi clienti la Blizzard risulta recidiva, infatti già nel 1998 essa fu accusata da una class action di analizzare e raccogliere informazioni dai computer degli utenti senza il loro esplicito consenso.

### FreeCraft
Il 20 giugno del 2003 la Blizzard inviò una diffida ufficiale per violazione del diritto d'autore agli sviluppatori di un progetto open source denominato FreeCraft, accusato di essere clone di Warcraft. Il progetto aveva la stessa struttura e gli stessi personaggi di Warcraft II, ma differenti musiche ed elementi grafici.
FreeCraft permetteva tra l'altro di utilizzare la grafica originale di Warcraft II previo inserimento del CD. I programmatori, tuttavia, decisero di abbandonare il progetto senza sfidare la Blizzard, anche se poco dopo si riorganizzarono e continuarono il loro lavoro su un progetto simile di nome Stratagus.

### Molestie sessuali
In seguito a un'indagine durata due anni, nel luglio 2021 lo Stato della California ha mosso una causa legale nei confronti di Activision Blizzard, con le accuse di molestie sessuali e discriminazione nei confronti dei dipendenti di sesso femminile. Nei documenti legali il dipartimento investigativo accusa l'azienda, e in particolare Blizzard Entertainment, di favorire un ambiente di lavoro basato sul silenzio implicito dove il trattamento sessista del genere femminile è accettato, con comportamenti come battute sullo stupro, abuso di alcolici, palpeggiamenti, discussione aperta di rapporti sessuali, molestie di strada e critiche sulla maternità. Alcune vittime che ponevano resistenza alle molestie hanno lamentato svantaggi nel posto di lavoro, come il trasferimento forzato ad altri progetti.

## Battle.net Account
Blizzard Entertainment presentò nel 2008 un nuovo servizio denominato Blizzard Account, successivamente evoluto in Battle.net Account. Questo servizio permetteva agli acquirenti di prodotti originali Blizzard (specialmente StarCraft, Diablo II e WarCraft III) di scaricare i giochi acquistati senza la necessità di utilizzare alcun CD. In seguito all'evoluzione del servizio, gli attuali Battle.net Account sono diventati il fulcro centrale di tutti i servizi offerti da Blizzard. World of Warcraft, Starcraft II, Diablo III ed ogni sito Blizzard (compreso lo Store) richiedono obbligatoriamente la creazione di questo nuovo tipo di account.
La Blizzard ha dichiarato l'intenzione di voler integrare al sistema Battle.net Account la funzionalità di Blizzard Level (cioè sistemi di achievement simili a quelli di Gamerscore) per tutti i suoi nuovi titoli.